# Around the World (Red-Hot-Chili-Peppers-Lied)
Around the World ist ein Lied der US-amerikanischen Rockband Red Hot Chili Peppers. Es erschien am 20. August 1999 als zweite Single aus dem Album Californication.

## Hintergrund
Anthony Kiedis sagte, dass er im Song von seinen Reisen und seinen Erlebnissen dabei erzählt, davon, Mitglied der Red Hot Chili Peppers zu sein und ein extremes Leben zu führen. Roberto Benignis Film Das Leben ist schön (1997) war eine weitere Inspiration. John Frusciante schrieb die Musik für das Lied, als er in seinem Haus Gitarre spielte, und er sagte den anderen Bandmitgliedern, sie müssten es hören, aber er müsse es wegen des trügerischen Offbeats mit jemandem gemeinsam spielen. Chad Smith hielt den Takt auf der Hi-Hat während Frusciante spielte. Den Bandmitgliedern gefiel das Ergebnis, und Flea entwickelte seinen Basspart. Der abweichende Schlusschor geht auf eine Bitte von Fleas Tochter zurück. Während er das Album in Fleas Garage schrieb, hörte sich seine Tochter ihre Lieder an. Zum Zeitpunkt des Schreibens hatte Kiedis Schwierigkeiten, Texte für die Songs zu finden, also füllte er einfach mit Scat auf. Als ein endgültiger Entwurf des Albums erstellt wurde und Fleas Tochter sich die endgültige Version anhörte, war sie enttäuscht, dass der Scat entfernt worden war. Daher wurde in der endgültigen Version des Liedes im letzten Refrain stattdessen der ursprüngliche Scatting-Gesang verwendet.
Bei der Aufnahme des Songs spielte John Frusciante eine 66er Fender Jaguar, die er sich von ihrem Toningenieur Jim Scott geliehen hatte. Er spielte ihn über zwei Marshalls: einen JTM 45 und einen 100-Watt-SuperBass. Frusciante erzählte, dass er Jaguars wegen ihres „wirklich coolen, billigen Sounds“ mochte. Flea spielte bei dem Song auf einem Modulus Flea Bass (Silver Flake). Er verwendet den Modulus auch im Musikvideo.
Im Jahr 2007 wurde das Lied in einer überarbeiteten Fassung zum neuen Soundtrack für die Rockin’-California-Screamin'-Fahrt bei Disney California Adventure im Rahmen ihrer „Rockin’-Both-Parks“-Kampagne verwendet. Das Lied wurde auch als Eröffnungsthema für die Live-Action-Verfilmung von Beck aus dem Jahr 2010 verwendet.

## Musikvideo
Für das Lied wurde ein Musikvideo erstellt, das am 14. September 1999 veröffentlicht wurde. Regie führte Stéphane Sednaoui, der zuvor Videos für andere Chili-Peppers-Songs wie Breaking the Girl, Scar Tissue und Give It Away gemacht hatte. Insbesondere letzteres ähnelt mit seinem einzigartigen, chaotischen visuellen Stil Around the World; Ähnliche visuelle Techniken verwendete Sednaoui im Video zu R.E.M.s Song Lotus. Das Video wurde in einer Folge von MTVs Making the Video gezeigt. Das Video wurde bei YouTube über 102 Millionen Mal abgerufen (Stand: Juli 2024).

## Liveauftritte
Around the World ist seit 1999 ein fester Bestandteil der Tourneen der Band und liegt auf Platz elf der meistgespielten Songs. Die Band Mr. Bungle spielte 1999 eine veränderte Version des Liedes im Rahmen eines Halloween-Konzerts, das die Red Hot Chili Peppers parodierte.

## Rezeption

### Chartplatzierungen
| ChartsChartplatzierungen     | Höchstplatzierung | Wochen |
| ---------------------------- | ----------------- | ------ |
| Vereinigtes Königreich (OCC) | 35 (2 Wo.)        | 2      |

### Auszeichnungen für Musikverkäufe
| Land/Region                  | Auszeichnungen für Musikverkäufe (Land/Region, Auszeichnung, Verkäufe) | Verkäufe |
| ---------------------------- | ---------------------------------------------------------------------- | -------- |
| Vereinigte Staaten (RIAA)    | Gold                                                                   | 500.000  |
| Vereinigtes Königreich (BPI) | Silber                                                                 | 200.000  |
| Insgesamt                    | 1× Silber · 1× Gold ·                                                  | 700.000  |

Hauptartikel: Red Hot Chili Peppers/Auszeichnungen für Musikverkäufe